# Супермесец
Супермесец је пуни месец или млади месец који се приближно подудара с најближим растојањем на којем се Месец нађе од Земље у својој елиптичној орбити, што за резултат има већу привидну величину лунарног диска од уобичајене — при погледу са Земље. Техничко име је перигеј-сизигија система Земља—Месец—Сунце. Термин супермесец није астрономски, већ потиче из модерне астрологије. Повезивање Месеца и са океанским и са ’плимама коре’ довело је до тврдњи да се феномен супермесеца може повезати с повећаним ризиком од догађаја као што су земљотреси и вулканске ерупције, с тим да нема доказа такве везе.
Супротан феномен, апогеј-сизигија, називан је микромесец — мада овај термин није толико раширен као супермесец.
Најскорашњије јављање супермесеца било је 24. јуна 2017, а следеће ће бити 3. децембра 2017. године.Шаблон:Update inline span Оно од 14. новембра 2016. било је најближи супермесец још од 26. јануара 1948, и то ће остати све до 25. новембра 2034. године. Најближи супермесец 21. века јавиће се 6. децембра 2052. године.
Повремено, супермесец се поклопи с потпуним помрачењем Месеца. Најскорашњија оваква коинциденција била је септембра 2015, док ће следећа бити октобра 2033.

## Дистанца
Удаљеност Месеца варира сваког месеца у приближном интервалу 357.000—406.000 km (222.000—252.000 mi), због Месечеве елиптичне орбите око Земље (дата растојања су центар-до-центра).
Пуни Месец у перигеју је визуелно већи до 14% у дијаметру. Док луминанција Месечеве површине остаје иста, због његове веће величине илуминанција је до 30% светлија од оне у његовој најудаљенијој тачки, односно апогеји.
Док типични летњи пуни месец у умереним ширинама даје само око 0,05—0,1 лукса, супермесец директно изнад у тропима може да пружи и до 0,36 лукса.

## Терминологија
Име супермесец (енгл. supermoon) сковао је 1979. године астролог Ричар Ноли, произвољно дефинисано као:
... нови или пуни месец који се јавља када је Месец у или близу (при 90%) свог најближег приласка Земљи у датој орбити (перигеј). Укратко, Земља, Месец и Сунце су у истој линији, при чему је Месец у свом најближем приласку Земљи.— 
Ноли је такође тврдио да Месец изазива „геофизички стрес” за време супермесеца. Ноли никад није истакао зашто је одабрао 90%.
Термин перигеј-сизигија (енгл. perigee-syzygy) или перигеј пуни/нови месец (енгл. perigee full/new Moon) преферира се у научној заједници. Перигеј је тачка у којој је Месец у својој орбити најближи Земљи, а сизигија је када су Земља, Месец и Сунце ’поравнати’ — што се дешава при сваком пуном или младом месецу. Стога, супермесец се може сматрати комбинацијом овога двога, иако се не поклопе савршено сваки пут.

## Фреквенција
Пошто се синодички и аномалистички месеци разликују за готово два дана, поравнање перигеја и пуног месеца ће се релативно (узајамно) мењати. Бит период између двога поменутог је око 13,9443 синодичких месеци (око 411,8 дана). Тако ће просечно сваког 14. пуног месеца Месец бити супермесец. Међутим, на пола циклуса пуни месец ће бити близу апогеја, а млади месец одмах пре и после може да буде супермесец. У зависности од интерпретације дефиниције, може да буде између три и шест супермесеца по циклусу.
Пошто се 13,9443 разликује од 14 за веома близу 1⁄18, сами супермесеци ће варирати периодом од око 18 циклуса (око 251 синодички месец или 20,3 година). Тако ће за око деценију највећи супермесеци бити пуни, а следеће деценије највећи супермесеци ће бити млади.

## Ефекат на плиму и осеку
Комбиновани ефекат Сунца и Месеца на Земљине океане, плима и осека, највећи је када је Месец или нови/млади или пуни. У лунарном перигеју, тидална сила је нешто јача, што резултује феноменом који се зове перигејске пролећне плиме. Како год, чак и при највећој снази, ова сила је и даље релативно слаба, што изазива тидалне разлике не веће од неколико инча.
Како тидална сила прати закон инверзне коцке, ова сила је 19% већа од просека. Међутим, пошто амплитуда плима варира широм света, ово се можда не мора преточити у директан ефекат.

## Природне катастрофе
Нису пронађени докази икакве корелације између супермесеца и великих земљотреса. Без обзира на доказе, било је медијске спекулације да су природне катастрофе — као што је Земљотрес и цунами у Тохокуу 2011. и Земљотрес и цунами у Индијском океану 2004. — узрочно повезане са 1—2 седмичним периодом око супермесеца. Велики, земљотрес магнитуде 7,5 који се десио 15 километара североисточно од Калвердена (Нови Зеланд) 14. новембра 2016. у 0.03 NZDT, поклопио се са супермесецом.